# Yappar River
Yappar River är ett vattendrag i Australien. Det ligger i delstaten Queensland, omkring 1 600 kilometer nordväst om delstatshuvudstaden Brisbane.
Trakten runt Yappar River består i huvudsak av gräsmarker. Trakten runt Yappar River är nära nog obefolkad, med mindre än två invånare per kvadratkilometer. Genomsnittlig årsnederbörd är 719 millimeter. Den regnigaste månaden är februari, med i genomsnitt 213 mm nederbörd, och den torraste är augusti, med 1 mm nederbörd.